# ヒートアイランド (書籍)
『ヒートアイランド』とは、東洋経済新報社から2002年7月に出版された尾島俊雄の著書である。

## 概要
ヒートアイランドについて解説している著書で、主にヒートアイランド現象の現状と仕組み、クールアイランド（ヒートアイランドの緩和策）とその技術について語っている。多くの場面で東京特別区および首都圏を例に挙げ、そのデータの分析を通して、ヒートアイランドの解決に向けた都市計画について考察をしている。後半では、水域の再生、緑化、地下空間の更なる利用、未利用エネルギーの活用、ライフスタイルを変える事など、様々な面から見たヒートアイランド対策、クールアイランド方法について紹介・解説している。
著者の尾島俊雄は、自らの理工学研究所を持ち、その研究所のグループでヒートアイランド対策の提案なども行っている。

## 書籍
- ISBN 4492800700